# Ньюри и Мурн
Нью́ри и Мурн (англ. Newry and Mourne) — район, существовавший до 1 апреля 2015 года на юго-востоке Северной Ирландии.
Население района составляло 93 400 человек. Самый крупным городом региона был Ньюри.
В 2011 году планировалось объединить район с районом Даун, однако в июне 2010 года Кабинет министров Северной Ирландии сообщил, что не может согласиться с реформой местного самоуправления, и существующая система районов останется прежней в обозримом будущем.
С 1 апреля 2015 года объединен с районом Даун в район Ньюри, Морн-энд-Даун.

## Состав
В район входили:
1. Анналонг
2. Аттикал (Atticall)
3. Баллимартин (Ballymartin)
4. Баррен (Burren)
5. Белликс (Belleeks)
6. Бессбрук (Bessbrook)
7. Дроминти (Dromintee)
8. Дуннавал (Dunnaval)
9. Каллавилль (Cullaville)
10. Каллиханна (Cullyhanna)
11. Киллин (Killean)
12. Киллоуэн (Killowen)
13. Кроссмаглен (Crossmaglen)
14. Крэгган (Creggan)
15. Кэмлох (Camlough)
16. Ларганэр (Lurganare)
17. Лисли (Lislea)
18. Маллахгласс (Mullaghglass)
19. Маллахбан (Mullaghbawn)
20. Мэй (Meigh)
21. Мэйобридж (Mayobridge)
22. Ньюри
23. Ньютаунклогхог (Newtowncloghoge)
24. Ньютаунхамилтон (Newtownhamilton)
25. Силвербридж (Silverbridge)
26. Форкхилл (Forkhill)
27. Уайткросс (Whitecross)
28. Хиллтаун (Hilltown)
29. Шиптаун (Sheeptown)